# Stefan Read
Stefan Read (* 7. Mai 1987 in Edmonton, Alberta) ist ein ehemaliger kanadischer Skispringer.

## Werdegang
Read gewann am 2. März 2004 die North American Juniors. In der Saison 2005/2006 konnte er sich bei vielen Springen im Weltcup qualifizieren und schaffte es auch mehrmals in den zweiten Durchgang. Sein bestes Ergebnis war ein 23. Rang beim Springen am 28. Januar 2006 im polnischen Zakopane. Read nahm an der Winterolympiade in Turin 2006 teil und wurde 30. von der Großschanze. Bei den Olympischen Winterspielen 2010 in Vancouver schied er bei der Qualifikation von der Normalschanze als 47. aus. Von der Großschanze belegte er den 46. Platz und im Team-Wettbewerb erreichte er Platz 12. Nach den Winterspielen beendete er seine aktive Skisprungkarriere.
Sein Onkel Ken Read ist ein bekannter Abfahrtsläufer und sein Vater Ron Read ist Chef des kanadischen Skisprungverbands.

## Erfolge

### Weltmeisterschaften
- Sapporo 2007: 44. Einzel Großschanze, 12. Team Großschanze, 37. Einzel Normalschanze
- Liberec 2009: 42. Einzel Normalschanze

### Juniorenweltmeisterschaften
- Schonach 2002: 29. Einzel Normalschanze
- Sollefteå 2003: 10. Team Normalschanze, 38. Einzel Normalschanze
- Stryn 2004: 13. Team Normalschanze, 40. Einzel Normalschanze
- Rovaniemi 2005: 7. Team Normalschanze, 15. Einzel Normalschanze

### Olympische Spiele
- Pragelato 2006: 42. Einzel Normalschanze, 30. Einzel Großschanze, 15. Team Großschanze
- Whistler Olympic Park 2010: 46. Einzel Großschanze, 12. Team Großschanze

### Weltcup-Platzierungen
| Saison  | Platz | Punkte |
| ------- | ----- | ------ |
| 2005/06 | 65.   | 10     |
| 2006/07 | 74.   | 10     |

### Grand-Prix-Platzierungen
| Saison | Platz | Punkte |
| ------ | ----- | ------ |
| 2005   | 45.   | 21     |
| 2007   | 81.   | 02     |

### Continental-Cup-Platzierungen
| Saison  | Platz | Punkte |
| ------- | ----- | ------ |
| 2001/02 | 148.  | 52     |
| 2004/05 | 121.  | 17     |
| 2006/07 | 093.  | 26     |
| 2007/08 | 088.  | 43     |
| 2009/10 | 101.  | 24     |